# تیم ملی والیبال مردان مالدیو
تیم ملی والیبال مردان مالدیو نماینده مالدیو در تورنمت‌های بین‌المللی و دوستانه است.این تیم در آخرین رده‌بندی جهانی اف‌آی‌وی‌بی در رده ۹۱ام قرار دارد.